# Manakin à col blanc
Manacus candei
Espèce
Statut de conservation UICN

 LC  : Préoccupation mineure
Le Manakin à col blanc (Manacus candei) est une espèce de passereaux de la famille des Pipridae.

## Description
Le Manakin à col blanc a les lores noirs. La nuque, les côtés de la tête, le menton, la gorge, la poitrine et le haut du dos sont blancs, ce dernier étant plus ou moins grisâtre à la base des plumes. Le croupion et le haut de la queue sont vert-olive clair (le bas du croupion est parfois jaunâtre). Les petite et moyenne couvertures[Quoi ?] (à l'exception du bord des ailes) sont blanches parfois constellées de noir ou de sombre, la grande couverture est blanche terminée de noir, le reste des ailes est noir variant au brun-grisâtre sur l'extrémité des primaires. La queue est noire, le dessous du corps, incluant le dessous de la queue, est jaune brillant, le dessous des ailes est jaune pâle et l'intérieur des rémiges[Quoi ?] est plus ou moins gris brunâtre pâle sur la moitié variant au blanchâtre sur la fin.

## Répartition
Le Manakin à col blanc se rencontre au Belize, dans le nord du Costa Rica, dans la moitié nord du Guatemala, au Mexique (États de Veracruz, de Tabasco et du Chiapas), au Nicaragua et dans le nord du Panama (présence isolée).

## Sous-espèces
D'après la classification de référence (version 7.2, 2017) du Congrès ornithologique international, cette espèce ne compte pas de sous-espèces.

## Systématique
Le nom valide complet (avec auteur) de ce taxon est Manacus candei (Parzudaki (d), 1841).
L'espèce a été initialement classée dans le genre Pipra sous le protonyme Pipra candei Parzudaki, 1841.
Ce taxon porte en français le nom vernaculaire ou normalisé suivant : Manakin à col blanc.
Manacus candei a pour synonymes :
- Pipra candei Parzudaki, 1841
- Manacus manacus candei (Parzudaki, 1841)